# Глусько-Дуже
Глусько-Дуже (пол. Głusko Duże) — село в Польщі, у гміні Карчміська Опольського повіту Люблінського воєводства.
Населення — 598 осіб (2011).

## Демографія
Демографічна структура станом на 31 березня 2011 року:
|          | Загалом | Допрацездатний вік | Працездатний вік | Постпрацездатний вік |
| -------- | ------- | ------------------ | ---------------- | -------------------- |
| Чоловіки | 292     | 51                 | 208              | 33                   |
| Жінки    | 306     | 49                 | 181              | 76                   |
| Разом    | 598     | 100                | 389              | 109                  |